# Moacir Goulart de Figueredo
Moacir Goulart de Figueredo MSC (ur. 30 września 1965 w Salto do Lontra) – brazylijski duchowny katolicki, wikariusz apostolski San Miguel de Sucumbíos od 2025.

## Życiorys
16 listopada 1991 otrzymał święcenia kapłańskie w Zgromadzeniu Misjonarzy Najświętszego Serca Jezusowego. Po święceniach pracował jako wikariusz w São Paulo, a w latach 1996–2001 był wikariuszem w ekwadorskiej miejscowości Chunchi. W latach 2001–2007 był przełożonym brazylijskiej prowincji zakonnej, a w kolejnych latach pracował jako wychowawca kandydatów do zakonu. W latach 2016–2022 był proboszczem parafii Dobrego Pasterza w Quito, a w 2022 ponownie został wybrany prowincjałem.
23 października 2024 papież Franciszek mianował go wikariuszem apostolskim San Miguel de Sucumbíos. Sakry udzielił mu 8 stycznia 2025 nuncjusz apostolski w Ekwadorze – arcybiskup Andrés Carrascosa Coso. 